# Tanjong Pagar United
Der Tanjong Pagar United Football Club ist ein singapurischer Fußballverein. Er spielt in der höchsten Liga des Landes, der Singapore Premier League.

## Geschichte
1975 wurde der Verein als Tiong Bahru Constituency Sports Club gegründet und nahm zunächst in der Division III der National Football League teil. 1978 stieg man als Meister in die Division II auf, im darauf folgenden Jahr gelang der Durchmarsch in die Division I. Mit dem Gewinn des President’s Cup 1982 konnte der erste Pokalsieg errungen werden, ein Jahr später gewann man zum ersten Mal die National Football League. Insgesamt konnte man bis zur Einführung der S. League zweimal die Meisterschaft (1983, 1987) und fünfmal den Pokal (1982, 1985, 1987, 1988, 1994) holen.
Aufgrund der vorangegangenen Erfolge durfte der Tiong Bahru Constituency Sports Club als eine von acht Mannschaften an der neugeschaffenen S. League teilnehmen. Im Zuge dessen nannte man sich 1995 in Tiong Bahru Football Club um. Seine Heimspiele trug man fortan im Queenstown Stadium aus. Zwei Jahre später folgte eine erneute Umbenennung in den heutigen Namen Tanjong Pagar United Football Club.
Nach dem Einstieg in die neue Profiliga konnte Tanjong Pagar nicht mehr an die alten Erfolge anknüpfen. 1997, 1998 und 2000 reichte es nur zur Vize-Meisterschaft in der S. League, der Gewinn des Singapore Cup 1998 ist bis heute der letzte Titel. Nach der Saison 2004, die man als Tabellenletzter abschloss, stieg man wegen finanzieller Probleme aus der S. League aus.
2011 erfolgte nach einer siebenjährigen Pause die Rückkehr in die S. League. Die Heimspiele wurden fortan im Clementi Stadium ausgetragen, da das Queenstown Stadium mittlerweile als Heimstätte des Etoile FC diente. Nach dessen Rückzug aus der Liga vor Beginn der Saison 2012 kehrte man wieder ins Queenstown Stadium zurück.

## Vereinserfolge
- S. League (bis 1995 National Football League)

Meister: 1983, 1987
Vizemeister: 1997, 1998, 2000
- Singapore Cup (bis 1995 President’s Cup)

Gewinner: 1982, 1985, 1987, 1988, 1994, 1998

## Stadion

Jurong East Stadium

Seine Heimspiele trägt der Verein im Jurong East Stadium aus. Das Stadion hat eine Kapazität von 2700 Personen.
Koordinaten: 1° 20′ 48,5″ N, 103° 43′ 47,7″ O

## Trainer seit 1996
Stand: 28. Juli 2020
| Name               | Zeit bei Tanjong Pagar United | Zeit bei Tanjong Pagar United |
| Name               | von                           | bis                           |
| ------------------ | ----------------------------- | ----------------------------- |
| Robert Alberts     | 1. Januar 1996                | 31. Dezember 1998             |
| Karim Bencherifa   | 1. Juli 2004                  | 30. Juni 2005                 |
| Terry Pathmanathan | 1. Januar 2011                | 31. Dezember 2012             |
| Patrick Vallée     | 14. November 2012             | 31. Dezember 2014             |
| Hairi Su'ap        | 25. Januar 2020               | 14. Oktober 2020              |
| Hasrin Jailani     | 14. Oktober 2020              | heute                         |